# لئون گرگوری
لئون گرگوری (انگلیسی: Leon Gregory؛ زادهٔ ۲۳ نوامبر ۱۹۳۲) ورزشکار دو و میدانی اهل استرالیا است.